# برانکو ستروپر
برانکو ستروپر (انگلیسی: Branko Strupar؛ زادهٔ ۹ فوریهٔ ۱۹۷۰) یک بازیکن فوتبال اهل بلژیک است.
وی همچنین در تیم ملی فوتبال بلژیک بازی کرده‌است.